# Einar Jonsson (politiker)
Einar Vilhelm Jonsson (i riksdagen kallad Jonsson i Skutskär), född 8 maj 1905 i Älvkarleby församling, död 9 september 1957 i Uppsala, var en svensk fabriksarbetare och riksdagspolitiker (socialdemokrat).
Jonsson var ledamot av riksdagens andra kammare från 1941, invald i Uppsala läns valkrets.